# Patanga apicerca
Patanga apicerca är en insektsart som beskrevs av Huang, C. 1982. Patanga apicerca ingår i släktet Patanga och familjen gräshoppor. Inga underarter finns listade i Catalogue of Life.